# Valerio Eletti
Valerio Eletti, noto anche con lo pseudonimo di V'Eletti (Verona, 4 ottobre 1947), è un illustratore, giornalista e saggista italiano.

## Biografia
Valerio Eletti, dopo la laurea in Fisica (1972) e gli studi di Storia dell’arte alla Sapienza, si dedica all’attività di disegnatore e pittore nell’ambito della cultura pop italiana; nel 1974 fonda a Roma con Luigi Belli e Mauro Marafante la galleria Spazioarte e dirige la rivista omonima fino al 1977, quando inizia l’attività di illustratore per il quotidiano “La Repubblica”. Legata alla collaborazione con Sergio Frau, curatore dei supplementi del quotidiano romano, l’attività di Eletti si inserisce in quello che lo CSAC (Centro Studi e Archivio della Comunicazione dell’Università di Parma) definisce il “gruppo della Repubblica”, con Franco Bevilacqua, Massimo Bucchi, Alain Denis, Mojmir Jezek, Roberto Micheli.
Negli anni Settanta e Ottanta, realizza illustrazioni per testate nazionali come «Radio Corriere TV», «Dove Vai» , “Qui Touring”, «Ulisse 2000» e il settimanale “L’Espresso”, di cui dirige – dal 1982 al 1985 – l’ufficio copertine.
Dal 1977 al 1982 è co-autore e co-conduttore, con Gemma Vincenzini, Tommaso Trini e Lea Vergine, del programma “L’arte in questione” su Rai Radio 3.
Docente di Lettura critica dell’immagine e Storia del manifesto presso IED (Istituto Europeo di Design), nel 1986 Valerio Eletti cura, con Dario Del Bufalo, la rassegna “Immagini sintetiche e tridimensionali” alla XLII Biennale di Venezia: Arte e Scienza, diretta da Maurizio Calvesi. Sempre con Maurizio Calvesi, nel 1986, fonda la rivista Art e Dossier, di cui è direttore responsabile fino al 1996.
Dal 2019 è direttore responsabile della rivista “Storia dell’arte”, De Luca Editori d’Arte, direttore scientifico Alessandro Zuccari.

## Lo stile e il contesto
Realizzate al tratto con inchiostro di china e rapidograph, le illustrazioni di Valerio Eletti usano la tecnica del ricalco di immagini tratte dal repertorio storico delle arti figurative, del fumetto, del manifesto. Per definirne lo stile, Roberta Valtorta parla di “moderno eclettismo”, un “gioco che ripesca il gusto della citazione tipico dell’eclettismo di fine Ottocento senza però seguirne i fini retorici: dopo le esperienze Dada e surrealiste, sono l’ironia e l’autoironia che caratterizzano questo tipo di esperienze. Un po’ come succede in questi stessi anni nel teatro, nell’arte e nell’architettura del così detto post-modern”.
Come conferma Agnese Bolzoni, il metodo di costruzione dell’immagine usato da Eletti è “basato su citazioni, contaminazioni e assemblages di elementi diversi recuperati all’interno di tutta la Storia dell’Arte e della Grafica senza distinzioni di epoche, stili, culture e regioni geografiche”.
Su questi aspetti collegati al contesto del postmodernismo, si innesta una riflessione sul rapporto fra immagine e testo, figura e racconto, come sottolineato da Arturo Carlo Quintavalle, fondatore CSAC.

## Opere e collezioni principali
La maggiore raccolta pubblica di originali di Valerio Eletti si trova presso l’Archivio CSAC di Parma, che conserva un nucleo di più di 750 disegni - illustrazioni, bozzetti – fra cui quelli realizzati per “Ti trovo un po’ pallida”, racconto di Fruttero & Lucentini pubblicato sull’Espresso in due puntate (30 luglio e 6 agosto del 1978); quelli per due reportage scritti da Paolo Guzzanti e Stefano Malatesta, dedicati rispettivamente al viaggio sulle tracce di Ulisse  e di Alessandro Magno, apparsi a puntate nelle pagine interne de la Repubblica nell’agosto del 1982; il disegno di copertina dell’inserto Weekend de la Repubblica del 3 marzo 1978, realizzato per l’intervista di Giuliana Calandra a Federico Fellini su “mito e poesia delle terme”; la copertina dell’Espresso n. 26, del 4 luglio 1982, intitolata “Le carte segrete di Calvi”.
Un corpus di riproduzioni digitali è accessibile presso Bridgeman Images (vedi collegamenti esterni).
In volume: “Da 1 a 1. Un album dei primi Anni '80 disegnato da V'Eletti” Edizioni Bernacca Immagine, 2021 – ISBN 9788894548655